# Estret de Long
L'estret de Long (en rus: пролив Лонга; Proliv Longa) és un estret marí de l'Àrtic rus, que separa l'illa de Wrangel de la Sibèria continental. És molt ample, amb una distància mínima de 141 km entre el cap Blossom, a la punta sud-oest de l'illa de Wrangel, i el cap Billings, prop de Gytkhelen, Txukotka.
Tècnicament, més que un estret en el sentit propi del nom, l'estret de De Long és un accident geogràfic que separa el mar de Sibèria Oriental del mar dels Txuktxis.
Rep el nom del capità Thomas W. Long.